# North Yorkshire
North Yorkshire (Nederlands: Noord-Yorkshire) is een shire-graafschap (non-metropolitan county OF county) in de Engelse regio Yorkshire and the Humber en telt 611.633 inwoners. De oppervlakte bedraagt 8040 km².
Het graafschap grenst aan East Riding of Yorkshire, South Yorkshire, West Yorkshire, Lancashire, Cumbria en Durham.

## Demografie
Van de bevolking is 18,2% ouder dan 65 jaar. De werkloosheid bedraagt 2,4% van de beroepsbevolking (cijfers volkstelling 2001).
Het aantal inwoners steeg van ongeveer 541.800 in 1991 naar 569.660 in 2001.

## Overzicht districten
| Lokaal bestuurde gebieden en plaatsen | Lokaal bestuurde gebieden en plaatsen |
| Nr.                                   | Unitary                               |
| ------------------------------------- | ------------------------------------- |
| 1                                     | North Yorkshire                       |
| 2                                     | Redcar and Cleveland                  |
| 3                                     | Middlesbrough                         |
| 4                                     | Stockton-on-Tees                      |
| 5                                     | York                                  |

| Detailkaart |
| ----------- |
|             |

| Lokaal bestuurde gebieden en plaatsen | Lokaal bestuurde gebieden en plaatsen    |
| Nr.                                   | District                                 |
| ------------------------------------- | ---------------------------------------- |
| 1                                     | Selby                                    |
| 2                                     | Harrogate                                |
| 3                                     | Craven                                   |
| 4                                     | Richmondshire                            |
| 5                                     | Hambleton                                |
| 6                                     | Ryedale                                  |
| 7                                     | Scarborough                              |
| 8                                     | City of York (unitary authority)         |
| 9                                     | Redcar and Cleveland (unitary authority) |
| 10                                    | Middlesbrough (unitary authority)        |
| 11                                    | Stockton-on-Tees (unitary authority)     |

| Detailkaart |
| ----------- |
|             |

## Plaatsen
- Harrogate
- Haxby
- Huntington
- Knaresborough
- Middlesbrough
- Northallerton
- Osmotherley
- Pateley Bridge
- Redcar
- Richmond
- Ripon
- Scarborough
- Selby
- Skipton
- Tadcaster
- Thornaby-on-Tees
- Whitby
- Yarm
- York

Bedfordshire · Berkshire · City of Bristol · Buckinghamshire · Cambridgeshire · Cheshire · Cornwall · Cumbria · Derbyshire · Devon · Dorset · Durham · East Riding of Yorkshire · East Sussex · Essex · Gloucestershire · Greater London · Greater Manchester · Hampshire · Herefordshire · Hertfordshire · Isle of Wight · Kent · Lancashire · Leicestershire · Lincolnshire · City of London · Merseyside · Norfolk · Northamptonshire · Northumberland · North Yorkshire · Nottinghamshire · Oxfordshire · Rutland · Shropshire · Somerset · South Yorkshire · Staffordshire · Suffolk · Surrey · Tyne and Wear · Warwickshire · West Midlands · West Sussex · West Yorkshire · Wiltshire · Worcestershire
Overig: Stedelijke en niet-stedelijke graafschappen · Traditionele graafschappen
Bath and North East Somerset* · Bedfordshire · Berkshire · Blackburn & Darwen* · Blackpool* · Bournemouth* · Brighton & Hove* · Bristol* · Buckinghamshire · Cambridgeshire · Cheshire · Cornwall · Cumbria · Darlington* · Derby* · Derbyshire · Devon · Dorset · Durham · East Riding of Yorkshire* · East Sussex · Essex · Gloucestershire · Greater London · Greater Manchester · Halton* · Hampshire · Hartlepool* · Herefordshire* · Hertfordshire · Hull* · Isle of Wight* · Kent · Lancashire · Leicester* · Leicestershire · Lincolnshire · Luton* · Medway* · Merseyside · Middlesbrough* · Milton Keynes* · Norfolk · Northamptonshire · Northumberland · North East Lincolnshire* · North Lincolnshire * · North Somerset* · North Yorkshire · Nottingham* · Nottinghamshire · Oxfordshire · Peterborough* · Plymouth* · Poole* · Portsmouth* · Redcar & Cleveland* · Rutland* · Shropshire · Somerset · Southend-on-Sea* · Southampton* · South Gloucestershire* · South Yorkshire · Staffordshire · Stockton-on-Tees* · Stoke-on-Trent* · Suffolk · Surrey · Swindon* · Telford & Wrekin* · Thurrock* · Torbay* · Tyne & Wear · Warrington* · Warwickshire · West Midlands · West Sussex · West Yorkshire · Wiltshire · Worcestershire · York* 
Overig: Ceremoniële graafschappen · Traditionele graafschappen